# Plecturocebus

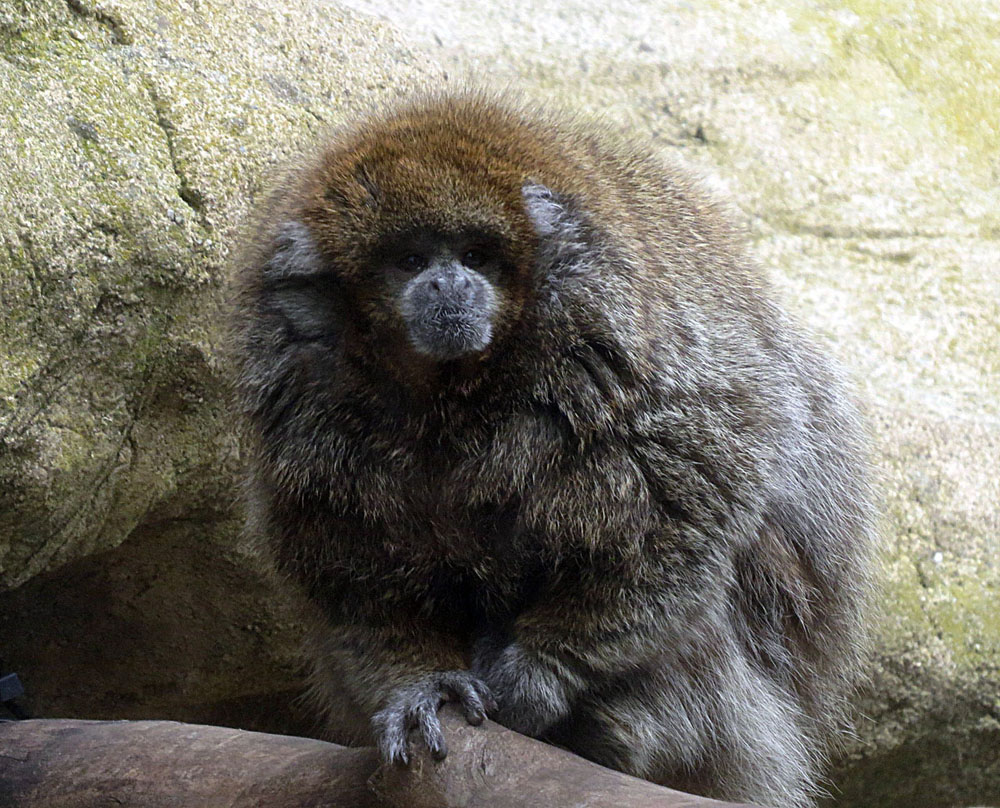
Plecturocebus donacophilus.

Plecturocebus es un género de primates pitécidos de la subfamilia de los calicébinos. Sus 23 especies habitan bosques y selvas en regiones cálidas del centro y centro-norte de Sudamérica y son denominadas comúnmente huicocos, socayos o titís.

## Taxonomía
Descripción original
Este género fue descrito originalmente en el año 2016 por los zoólogos Hazel Byrne, Anthony B. Rylands, Jeferson C. Carneiro, Jessica W. Lynch Alfaro, Fabricio Bertuol, Maria N. F. da Silva, Mariluce Messias, Colin P. Groves, Russell A. Mittermeier, Izeni Farias, Tomas Hrbek, Horacio Schneider, Iracilda Sampaio y Jean P. Boubli.
Especie tipo
La especie tipo es Cebus moloch (ahora Plecturocebus moloch), descrita originalmente en el año 1807 por el naturalista prusiano Johann Centurius Hoffmann Graf von Hoffmannsegg.
Etimología
Etimológicamente, el término genérico Plecturocebus se construye con Plect-, de la palabra Plecto, que es la forma latina de plektos, que en el idioma griego es ‘trenzar’, Uro-, que viene de la palabra griega oura, que significa ‘cola’ y Cebus, que viene del griego kebos, que significa ‘mono de cola larga’. El nombre se refiere al comportamiento de entrelazar las colas que tienen estos primates cuando se sientan uno al lado.

### Relaciones filogenéticas e historia taxonómica
El linaje que contenía a los linajes de Plecturocebus y Callicebus se separó del linaje de Cheracebus hace 10,2 Ma, como resultado de la formación del sistema Pebas. Posteriormente, los linajes de Plecturocebus y Callicebus se distanciaron alopátricamente hace 8,1 Ma.
Anteriormente las especies de Plecturocebus eran incluidas en el género Callicebus, del cual se reconocieron varios grupos de especies o subgéneros según la época. Como resultado de un análisis genético publicado en el año 2016 por Hazel Byrne, Anthony B. Rylands, Jeferson C. Carneiro, Jessica W. Lynch Alfaro, Fabricio Bertuol, Maria N. F. da Silva, Mariluce Messias, Colin P. Groves, Russell A. Mittermeier, Izeni Farias, Tomas Hrbek, Horacio Schneider, Iracilda Sampaio y Jean P. Boubli, se propuso que el género Callicebus quede limitado únicamente a las especies del grupo de especies Callicebus personatus, endémicas del centro-este de Brasil. Para los integrantes de los grupos de especies C. donacophilus y C. moloch (incluyendo en este último grupo todas las especies del antiguo grupo C. cupreus) se creó un nuevo género, Plecturocebus; además, para que acoja a los componentes del grupo de especies C. torquatus se constituyó otro nuevo género: Cheracebus.

## Subdivisión

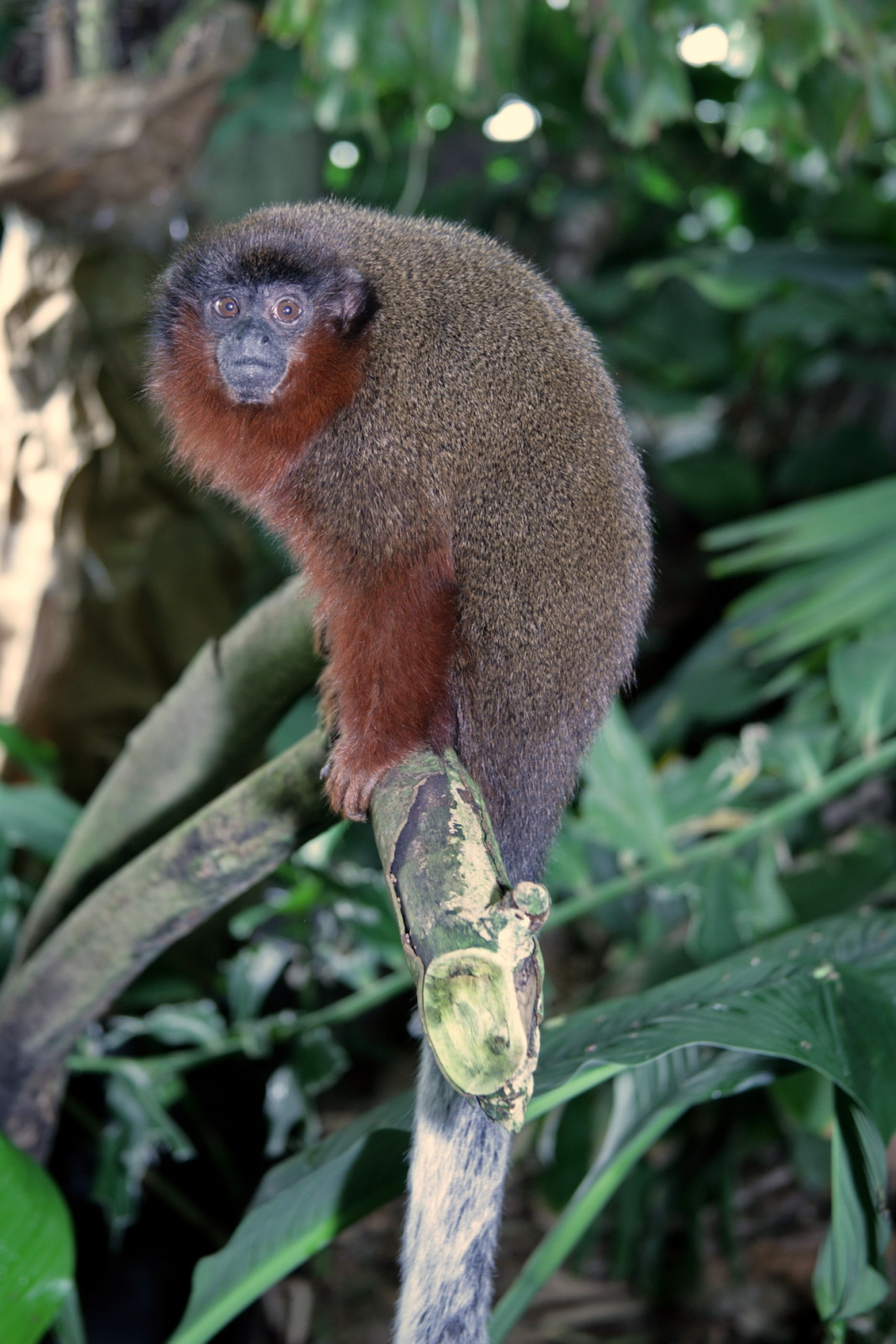
Plecturocebus brunneus.

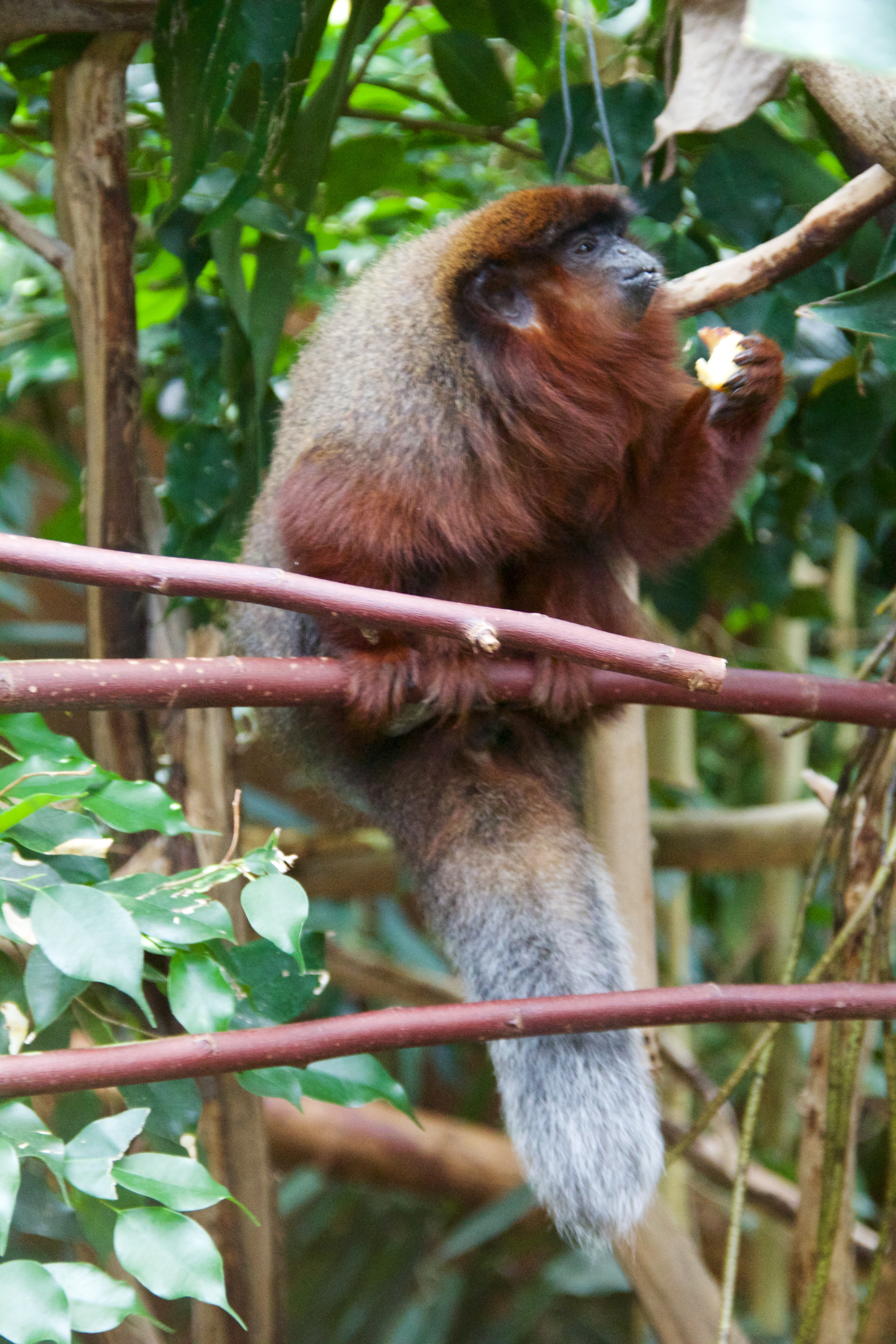
Plecturocebus cupreus.

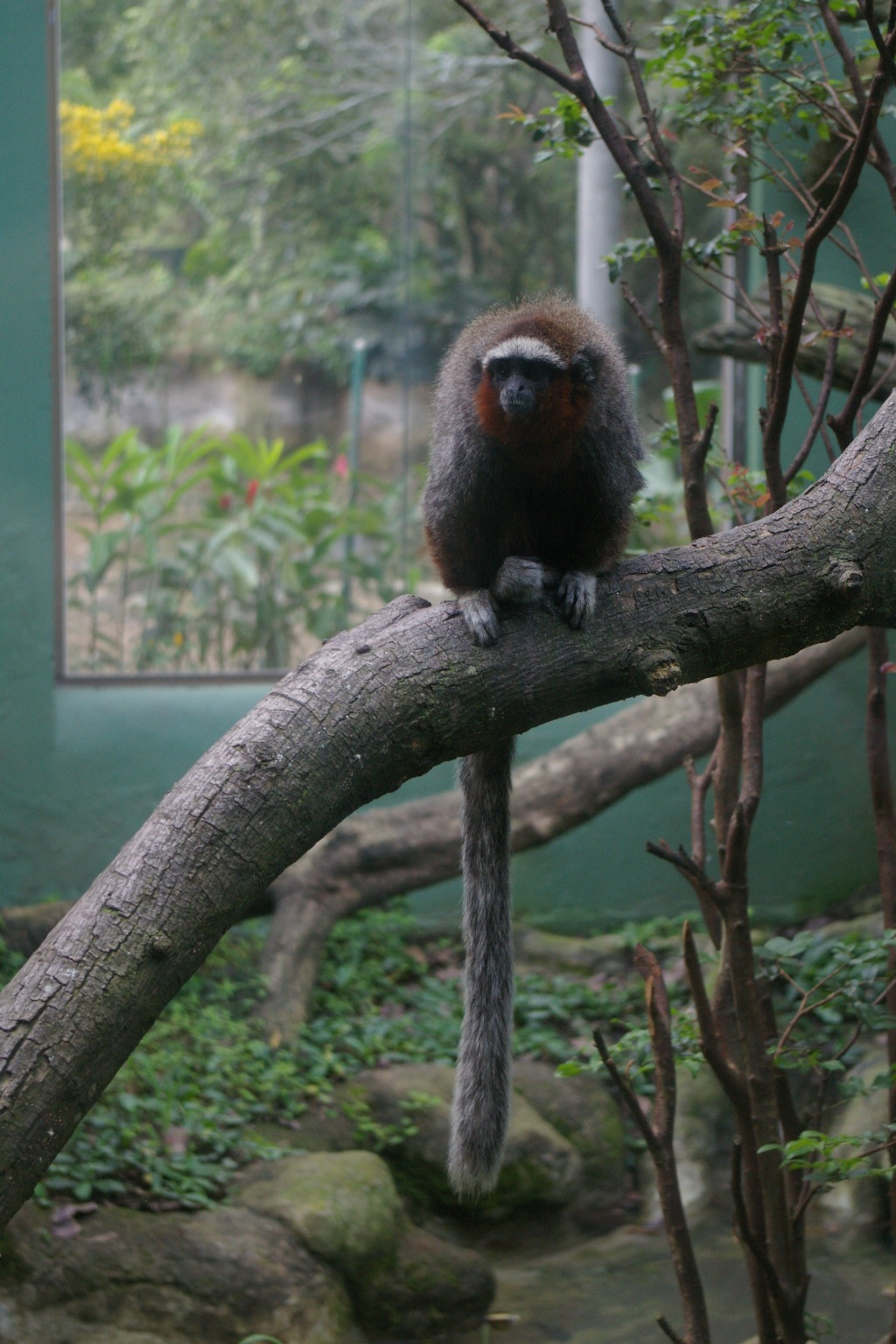
Plecturocebus ornatus.

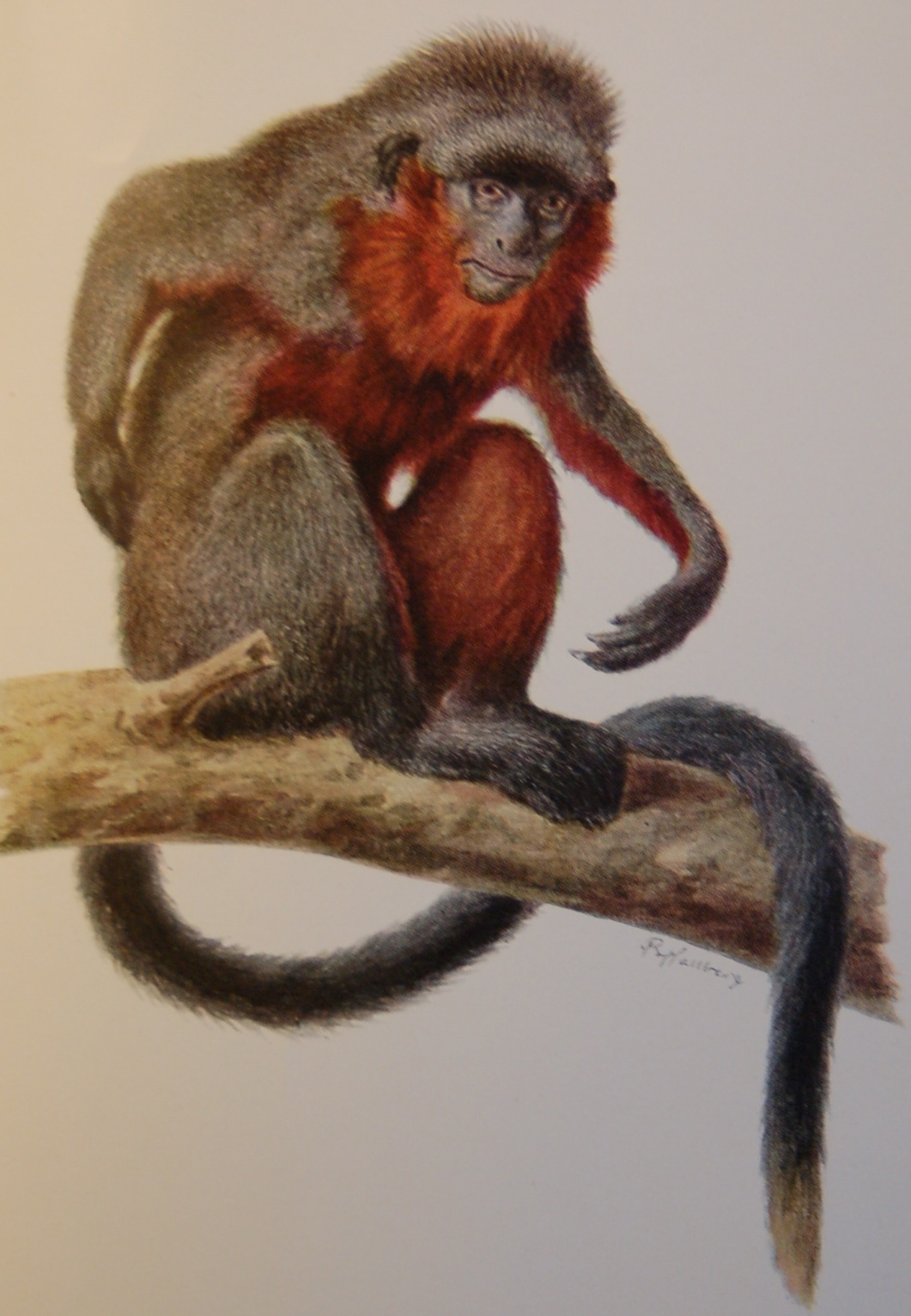
Plecturocebus baptista.

El género Plecturocebus se compone de 23 especies divididas en dos grupos de especies:
Grupo de especies Plecturocebus donacophilus
- Plecturocebus donacophilus (D’Orbigny, 1836)
- Plecturocebus modestus (Lönnberg, 1939)
- Plecturocebus oenanthe (Thomas, 1924)
- Plecturocebus olallae (Lönnberg, 1939)
- Plecturocebus pallescens (Thomas, O. 1907)
- Plecturocebus urubambensis (Vermeer & Tello-Alvorado, 2015)

Grupo de especies Plecturocebus moloch
- Plecturocebus aureipalatii (Wallace, Gómez, A. M. Felton & A. Felton, 2006)
- Plecturocebus baptista (Lönnberg, 1939)
- Plecturocebus bernhardi (M. G. M. van Roosmalen, T. van Roosmalen & Mittermeier, 2002)
- Plecturocebus brunneus (Wagner, 1842)
- Plecturocebus caligatus (Wagner, 1842)
- Plecturocebus caquetensis (Defler, Bueno & Garcia, 2010)
- Plecturocebus cinerascens (Spix, 1823)
- Plecturocebus cupreus (Spix, 1823)
- Plecturocebus discolor (I. Geoffroy Saint-Hilaire & Deville, 1848)
- Plecturocebus dubius (Hershkovitz, 1988)
- Plecturocebus hoffmannsi (Thomas, 1908)
- Plecturocebus miltoni (Dalponte, Silva & Silva-Júnior, 2014)
- Plecturocebus moloch (Hoffmannsegg, 1807)
- Plecturocebus ornatus (Gray, 1866)
- Plecturocebus stephennashi (M. G. M. van Roosmalen, T. van Roosmalen & Mittermeier, 2002)
- Plecturocebus toppini (Thomas, 1914)
- Plecturocebus vieirai (Gualda-Barros, Nascimento & Amaral, 2012)

## Distribución y hábitat
Los integrantes de Plecturocebus grupo de especies P. donacophilus habitan en parches de bosques y selvas en galería en sabanas boscosas y matorrales en los biomas del Pantanal y del Chaco en el este del Perú, centro de Brasil, Bolivia y todo el oeste del Paraguay hasta la zona limítrofe de la Argentina.
Los componentes de Plecturocebus grupo de especies P. moloch se distribuyen en áreas tropicales con selvas continuas en Bolivia, Ecuador, Brasil, Perú y algunas localidades de Colombia, cubriendo las regiones sur y oeste de la cuenca del Amazonas, llegando por el oriente hasta el río Tocantins. En el sector superior del río Amazonas, al oeste del río Purús, Plecturocebus se presenta en simpatría con Cheracebus.